# Pseudoligosita
Pseudoligosita är ett släkte av steklar som beskrevs av Girault 1913. Pseudoligosita ingår i familjen hårstrimsteklar.

## Dottertaxa tillPseudoligosita, i alfabetisk ordning[1][2]
- Pseudoligosita acuticlavata
- Pseudoligosita aesopi
- Pseudoligosita anima
- Pseudoligosita arnoldi
- Pseudoligosita babylonica
- Pseudoligosita brevicilia
- Pseudoligosita comosipennis
- Pseudoligosita curvata
- Pseudoligosita distincta
- Pseudoligosita dolichosiphonia
- Pseudoligosita elimiae
- Pseudoligosita elongata
- Pseudoligosita fasciata
- Pseudoligosita fasciatipennis
- Pseudoligosita funiculata
- Pseudoligosita fuscipennis
- Pseudoligosita gerlingi
- Pseudoligosita gracilior
- Pseudoligosita grandiocella
- Pseudoligosita gutenbergi
- Pseudoligosita idioceri
- Pseudoligosita inermiclava
- Pseudoligosita krygeri
- Pseudoligosita kusaiensis
- Pseudoligosita longiclavata
- Pseudoligosita longicornis
- Pseudoligosita longifrangiata
- Pseudoligosita lutulenta
- Pseudoligosita marilandia
- Pseudoligosita masneri
- Pseudoligosita nephotetticum
- Pseudoligosita nigripes
- Pseudoligosita nowickii
- Pseudoligosita numiciae
- Pseudoligosita paphlagonica
- Pseudoligosita phaneropterae
- Pseudoligosita platyoptera
- Pseudoligosita plebeia
- Pseudoligosita podolica
- Pseudoligosita robusta
- Pseudoligosita schlicki
- Pseudoligosita servadeii
- Pseudoligosita tachikawai
- Pseudoligosita transiscutata
- Pseudoligosita tumidiclava
- Pseudoligosita utilis
- Pseudoligosita yasumatsui